# طاوشية ألبية
طاوشية ألبية (الاسم العلمي:Tauschia alpina) هي نوع من النباتات يتبع جنس الطاوشية من الفصيلة الخيمية.